# فهرست گیاهان علفی
| شماره | نام گیاه                        | نام لاتین                    | خاصیت | محل رشد |
| ----- | ------------------------------- | ---------------------------- | ----- | ------- |
| 1     | ازمک                            | (Cardaria draba)             |       |         |
| 2     | اسفناج                          | spinacea                     |       |         |
| 3     | اویارسلام                       | (Cyprus rotundus)            |       |         |
| 4     | بابونه                          |                              |       |         |
| 5     | بادرنجبویه                      |                              |       |         |
| 6     | بارهنگ سرنیزه‌ای (کاردی)         | (Plantago lanceolata)        |       |         |
| 7     | باقلا                           | vicia faba                   |       |         |
| 8     | برنج                            |                              |       |         |
| 9     | بومادران                        | (Achillea millefolium)       |       |         |
| 10    | بیدگیاه (علف گندمی)             | (Agropyrum repens)           |       |         |
| 11    | پرپهن                           | (Portulaca oleracea)         |       |         |
| 12    | پرسیاوشان                       | (Adiantum capillus- veneris) |       |         |
| 13    | پنیرک                           | (Malva neglecta)             |       |         |
| 14    | پیچک صحرایی                     | (Convolvulus arvensis)       |       |         |
| 15    | تاج‌خروس                         | (Amaranthus retroflexus)     |       |         |
| 16    | تاجریزی                         | (Solanum nigrum)             |       |         |
| 17    | تربچه وحشی                      | (Raphanus sativus)           |       |         |
| 18    | ترتیزک                          |                              |       |         |
| 19    | ترخون                           | Artemesia dracunculus        |       |         |
| 20    | ترشک                            | (Rumex crispus)              |       |         |
| 21    | تره                             | Allium porrum                |       |         |
| 22    | توتون                           | nicotina tabacom             |       |         |
| 23    | توق                             | (Xanthium strumarium)        |       |         |
| 24    | جعفری فرنگی                     |                              |       |         |
| 25    | جعفری                           | petrocelinum crispum         |       |         |
| 26    | جغجغک                           | (Vaccaria pyramidata)        |       |         |
| 27    | جو موشی                         | (Hordeum morinim)            |       |         |
| 28    | چبر                             |                              |       |         |
| 29    | چچم                             | (Lolium temulentum)          |       |         |
| 30    | چسبک (چسبونک)                   | (Setaria viridis)            |       |         |
| 31    | خارخسک                          | (Tribulus terrestris)        |       |         |
| 32    | خارشتر                          | (Alhagi psuedalhagi)         |       |         |
| 33    | خارکنگر (گنگر صحرایی یا خارلته) | (Cirsium arvense)            |       |         |

- خاکشیر (Descurainia sophia )
- خربق سیاه
- خردل وحشی (Sinapis arvensis)
- خرفه (پروین) (Potulaca oleraceae)
- خورنال
- خیار خر
- درشتوک Malcolmia africana
- دژگال (سوروف) (Echinochloa crus galli)
- دم‌روباهی باریک (Alopecurus myosuroides )
- ریحان
- زراوند
- زرده‌چمن
- سس (Cuscuta sp)
- سلمک (سلمه‌تره) (Chenopodium album)
- سنبل رومی
- سنبل‌الطیب
- سیرموک (سیر وحشی) (Allium canadense)
- شقایق وحشی (گل چشم زرد) (Papaver SP)
- شنبلیلهtrigonella
- شنگ trogopogon
- شنگار
- شوید anethum graveolens
- شیرپنیر (بیتیراخ) (Galium aparine)
- شیرسگ (فرفیون) (Euphorbia helioscopia)
- شیرین بیان (Glycyrrhiza glabra)
- عشقه hedera helix
- علف پشمکی (برموس آویخته) (Bromus tectorum)
- علف چشمه
- علف قناری (علف خونی یا خونی‌واش) (Phalaris minor)
- علف هفت‌بند (Polygonum persicaria)
- غازیاغی (Chenopodium)
- فلفل سبزcapsicum annum
- قلیانک (کوزه قلیانی یا سیلن) (Silene conoidea)
- قوزک (کنف وحشی) (Hibiscus trionum)
- قیاق (ذرت خوشه‌ای) (Sorghum halapense)
- کاسنی cichurium intybus
- کاهوی وحشی lactuca ativa
- کدو cucurbita sp
- کرفس
- کلم
- کنگر فرنگی
- کنگر
- کیسه کشیش (Capsella bursa-pastoris)
- گاوچاق‌کن (کاهوی وحشی) (lactuca orientalis یا Scariola Orientalis)
- گشنیز
- گل جالیز (Orobanche SP)
- گل قاصد (Taraxacum officinale)
- گل گندم (شش بر تیغ) (Centaurea iberica)
- گون (Astragalus bisulcatus)
- لوئی (نی) (Typha latifolia)
- مارچوبه Asparagus
- ماش
- مرزهsaturia
- مرغ (گیاه) (Cynodon dactylon)
- منداب (Euroca sativa)
- نعناع mentha
- هویج وحشی (Daucus carota)
- هویج dacu carrota
- یولاف وحشی (جو دوسر) (Avena fatua)
- یونجه medicago
- آفتاب‌پرست
- افسانی - اسپرک زرد - ورث
- آلاله - پنجه گربه
- آلالهٔ خزنده
- آناگالیس - آناغالیس - دلپسند
- بارهنگ کبیر - بارهنگ نماچی برگ - قاشق واش
- برازمبل
- برگ زبر - علف چسبک
- بنگ‌دانه
- بونو - چمن شور پاگربه‌ای
- بی‌تی‌راخ - شیرپنیر
- بید گیاه - چمن انگلیسی - مَرغ - چمن گندمی رونده
- پامچال هفت‌رنگ - پامچال الوان
- پلپیک - دم موشی - کموشک - جوموشک - جارو علفی هرز - جارو علفی تالشی
- پونه
- پیچک خطی - پیچک پاکوتاه
- پیچک صحرائی - پیچک Convolvolos
- پیچک‌بند - دارجینک - هفت‌بند پیچکی
- تاج ریزی زرد - سکنگو زرد
- تاج ریزی سیاه - انگورک - سگ انگور
- ترشک زیبا
- ترشک کوژ - اسک - ترشک مواج - ساق ترشک
- تَزک - پیزِر - علف بوریا - لوح
- تلخه - تلخه گیجهAcroptilon
- توت روباه - چُفا
- جاروی قزوینی
- جغجغک
- چغچغه - کهورک - کویره
- جوهرز - گندم نیای سه‌لایه
- چمن تشی مزرعه - پوشوک - خورنال
- چوچاخ - شقاقل - خاروخسک
- چیک واش - چیک علف
- خارشتر - علف ترنجبین
- خاکشی Descurainia sophia
- ختمی
- خرفه - شورداکو - لونک
- خُلّر
- خون فام زوفائی
- داتوره - تاتوره
- درمنه -(Artimisia)
- دم روباهی صحرائی - دم روباهی کشیده
- دم‌اسب - دم‌گرگ - ریش‌بز
- ‌‌زبان در قفا - ‌‌زبان پس قفا - گل ملیچی
- زبان در قفای شاهانه
- زنبق صحرائی - زنبق بیابانی - زنبق گل چمنی
- ساق ترشک - ترشک میشی
- سُدابی - مورد کاذب
- سرخک - آدونیس - قطرهٔ خونی
- سلمه تره - سلمک
- سنبلک سرمه کلاغ - کلاغک
- سوزن چوپان - شانه ونوس
- سوف - بوریا - سازو
- سیاه تخمه - سیاهدانه - علف چنگ - حبه سودا - سیاه تخمه گندم
- سیب پیرزن - علف کبکی - پیاز دانه
- سیزاب آبی الوندی
- سیزاب ایرانی - مُشک‌بُن - سیزاب رسمی - علف بواسیر
- شاخ بر سر - گل آفتاب‌رو
- شاه‌افسر زرد - یونجهٔ زرد - اکلیل‌الملک - شبدر شیرین
- شاه‌تره - شاه‌ترنج
- شاه‌تره گل‌ریز
- شبدر تشی - لوبیای خاردار
- شبدر چهار برگ - شبدر ترش - ترشک - شبدر ترشک
- شقایق - خشخاش هرز
- شمعدانی غده‌دار - سوزن چوپان غدّه‌دار
- شوکران کبیر
- شیر پنیر - غاز اوتی - علف شیر
- شیرپنیر - علف ماست - علف شیر
- صابونک - کوزهٔ قلیائی - سیلن هرز - سیلن مزرعه روی
- طوسک صحرائی
- عدسک آبی
- علف پشمک - جومیش bromos
- علف سیر - شب‌بوی جنگلی
- علف شور salsola
- علف مار - کَوَر - کَبَر - خاورک
- علف هفت‌بندpolygonom
- علف یاغی
- علف‌چای - گل‌راعی دیهیمی
- غافث - دوای جگر - گل چسبک
- غربیلک - گزنه پنجه کلاغ - گزنه سای ساقه‌آغوش
- فاستونک - خارخروسک
- فانوس آبی - حلقه کرکی
- فرفیون فرانسوی - فرفیون
- فَرنَدول - سورمارنخال
- قدومه - قدومهٔ کرک‌دار
- قوزک - کنف وحشی - ختمی سه‌رنگ - بستان گلی - گل یک‌ساعته
- قیچ - اسفندک
- کاسنی - هندپا - کاسنی وحشی - کاسنی تلخ
- کاغذ مصری - پاپیروس
- کاکوتی
- کلم پایک‌دار
- گاوپنبه - آبسنا - دیوکنف - شال کنف
- گاوزبان بدل - گاوزبان ایتالیائی
- گچ دوست واژگون - گچ دوست چلچراغی
- گچ‌دوست کم‌رنگ
- گرگ‌زبان - گرگ‌چهره
- گزنه بزرگ - گزنه دوپایه
- گل جالیز - علف جالیز - گُلک (orbanch)
- گل جالیز مصری
- گل دختر - شقایق شاخدار
- گل ستاره‌ای - گل صفاری
- گل عروس بنفش
- گل عقربی - گوش برّه - تونسل - رنگینک
- گل گندم - گل کبود - گل مغرب
- گل ماهور - خرگوشک - دُر ماهی - زر ماهی
- گلایول سیاه - گلایول وحشی - گلایول اصفهانی
- گلرنگ وحشی - زعفران بیابانی - تیغ گرگی
- گندمک - سوله‌ماش - دانه قناری
- گوش برّه
- گوش خرگوش
- لوتوس - یونجهٔ زرد - یونجهٔ پاکلاغی - بندواش
- مریم نخودی آمریکایی
- منداب
- موچه
- ناخنک - سینه‌کفتری
- نوک لک‌لکی - منقار لک‌لک - سوزنک
- هشترخانی - سلمه - سلمهٔ تاتاری
- هفت‌بند دوزیست
- هوفاریون - هزار چشم
- هویج وحشی - هویج خودروی
- ورک - علف خرس - رُز ایرانی
- یاسمن صخره‌ای
- یولاف وحشی - جودوسر - یولاف پوچ - گندم کاهو (Avena fatova
- یونجه رازکی - یونجه سیاه

## کاسنیانAsteraceae
- آفتاب گردانHelianthus annuus

- بابونه
- بومادرانAchillea
- خار مریمsilybum marianum
- شنگ trogopogon
- کاهوLactuca
- درمنهArtemisia
- کاسنیcichorium intybus
- قاصدکtaraxacum
- شکر تیغالEchinops
- پیرگیاهSenecio
- کفشکcrepis
- گلرنگCarthamus
- گل گندمcentaurea